# Phyllobrotica costipennis
Phyllobrotica costipennis är en skalbaggsart som beskrevs av Horn 1893. Phyllobrotica costipennis ingår i släktet Phyllobrotica och familjen bladbaggar. Inga underarter finns listade i Catalogue of Life.